# Angiopteris holttumii
Angiopteris holttumii là một loài dương xỉ trong họ Marattiaceae. Loài này được C.Chr. mô tả khoa học đầu tiên năm 1934.